# Rosa Windsor
Lady Rose Victoria Birgitte Louise Gilman (nascida: Windsor;  Londres, 1 de março de 1980) é um membro da família real britânica. Ela é a filha mais nova do príncipe Ricardo do Reino Unido, Duque de Gloucester e de sua esposa, a aristocrata britânica Brigite, Duquesa de Gloucester.

## Nascimento e família
Rose nasceu em St. Mary's Hospital, localizado em Paddington, na cidade de Londres, e ao nascimento ocupava a 12.ª posição na linha de sucessão do trono britânico.
Em 13 de julho de 1980, ela foi batizada em comunhão com a Igreja Anglicana na Igreja de Barnwell, localizada em Northamptonshire. Seus padrinhos incluíam o príncipe Eduardo do Reino Unido, Conde de Wessex e Lady Sarah Chatto. Ela cresceu com os seus pais em um apartamento no Palácio de Kensington.
Rose tem dois irmãos maiores: Alexandre Windsor, Conde de Ulster (nascido em 1974) e Davina Windsor (nascida em 1977). Pelo seu irmão Alexandre, ela tem dois sobrinhos: Xan Windsor, Barão Culloden (nascido em 2007) e Cosima Windsor (nascida em 2010). Enquanto que pelo lado de sua irmã Davina, Rose também tem dois sobrinhos: Senna Lewis (nascida em 2010) e Tāne Lewis (nascido em 2012).

## Carreira
Rose trabalha na indústria cinematográfica como assistente de arte e produção.
Em 2007, ela notoriamente trabalhou como assistente de produção no filme Harry Potter e a Ordem da Fênix (2007), sendo creditada oficialmente apenas como Rose Windsor, sem usar o título de Lady britânica.

## Ligação de parentesco com aCasa de Windsor
Por parte de pai, Rose é uma parente direta de sangue da família real britânica da Casa de Windsor.
Ela é uma neta do príncipe Henrique do Reino Unido, Duque de Gloucester e de sua esposa, a aristocrata britânica Alice Montagu Douglas Scott, Duquesa de Gloucester (filha de John Montagu-Douglas-Scott, 7.º Duque de Buccleuch). Ainda através de seu pai, Rose é também uma bisneta do rei Jorge V do Reino Unido e da rainha consorte Maria de Teck.

## Casamento
Em 2008, ela se casou com George Gilman; devido ao casamento passou a ser conhecida como Lady Rose Gilman, trocando o uso do sobrenome da Casa de Windsor, pelo sobrenome de "Gilman" do marido.

### Maternidade
Em 2010, foi mãe pela primeira vez ao dar à luz a Lyla Gilman, que ocupa a posição seguinte à da mãe na linha de sucessão do trono britânico.
Em 2012, deu à luz à sua segunda criança, Rufus Gilman.

## Títulos e estilos
- 01 de março de 1980 - 2008: Lady Rosa Windsor (sobrenome de solteira no título)
- 2008 - presente: Lady Rosa Gilman (sobrenome alterado após o casamento)